# Darren McFadden
Darren McFadden (* 27. August 1987 in Little Rock, Arkansas) ist ein ehemaliger US-amerikanischer American-Football-Spieler in der National Football League (NFL). Er spielte für die Oakland Raiders und die Dallas Cowboys als Runningback.

## College
Der als zehntes von zwölf Kindern geborene, aus prekären Verhältnissen stammende McFadden erhielt ein Sportstipendium der University of Arkansas und spielte für deren Mannschaft, die Razorbacks, drei Jahre lang erfolgreich College Football, wobei er insgesamt 44 Touchdowns erzielte. Für seine herausragenden Leistungen wurde er wiederholt ausgezeichnet. So erhielt er etwa den prestigeträchtigen Doak Walker Award, mit dem der beste Runningback im College Football prämiert wird, gleich zweimal.

## NFL

### Oakland Raiders
Beim NFL Draft 2008 wurde er in der ersten Runde als insgesamt 4. von den Oakland Raiders ausgewählt. Bereits in seiner Rookie-Saison konnte McFadden vier Touchdowns erzielen. Er entwickelte sich in den folgenden Jahren zu einer verlässlichen Stütze im Angriffsspiel der Raiders. 2010 konnte er erstmals mehr als 1000 Yards erlaufen.

### Dallas Cowboys
Im März 2015 wurde er nach dem Weggang von DeMarco Murray von den Dallas Cowboys verpflichtet, bei denen er einen Zweijahresvertrag in der Höhe von 5,85 Millionen US-Dollar erhielt. Er konnte auch in Texas überzeugen und erlief in seiner ersten Spielzeit für die Cowboys 1.089 Yards und erzielte drei Touchdowns.
Im Juni 2016 musste er sich nach einem Unfall einer Operation am Ellenbogengelenk unterziehen.
Nachdem McFadden Mitte November 2017 von den Cowboys entlassen worden war, trat er vom aktiven Sport zurück.